# Polyommatus tripunctata
Polyommatus tripunctata är en fjärilsart som beskrevs av Fritsch 1910. Polyommatus tripunctata ingår i släktet Polyommatus och familjen juvelvingar. Inga underarter finns listade i Catalogue of Life.